# Echeveria semivestita
Echeveria semivestita är en fetbladsväxtart som beskrevs av Reid Venable Moran. Echeveria semivestita ingår i släktet Echeveria och familjen fetbladsväxter. Utöver nominatformen finns också underarten E. s. floresiana.

## Bildgalleri

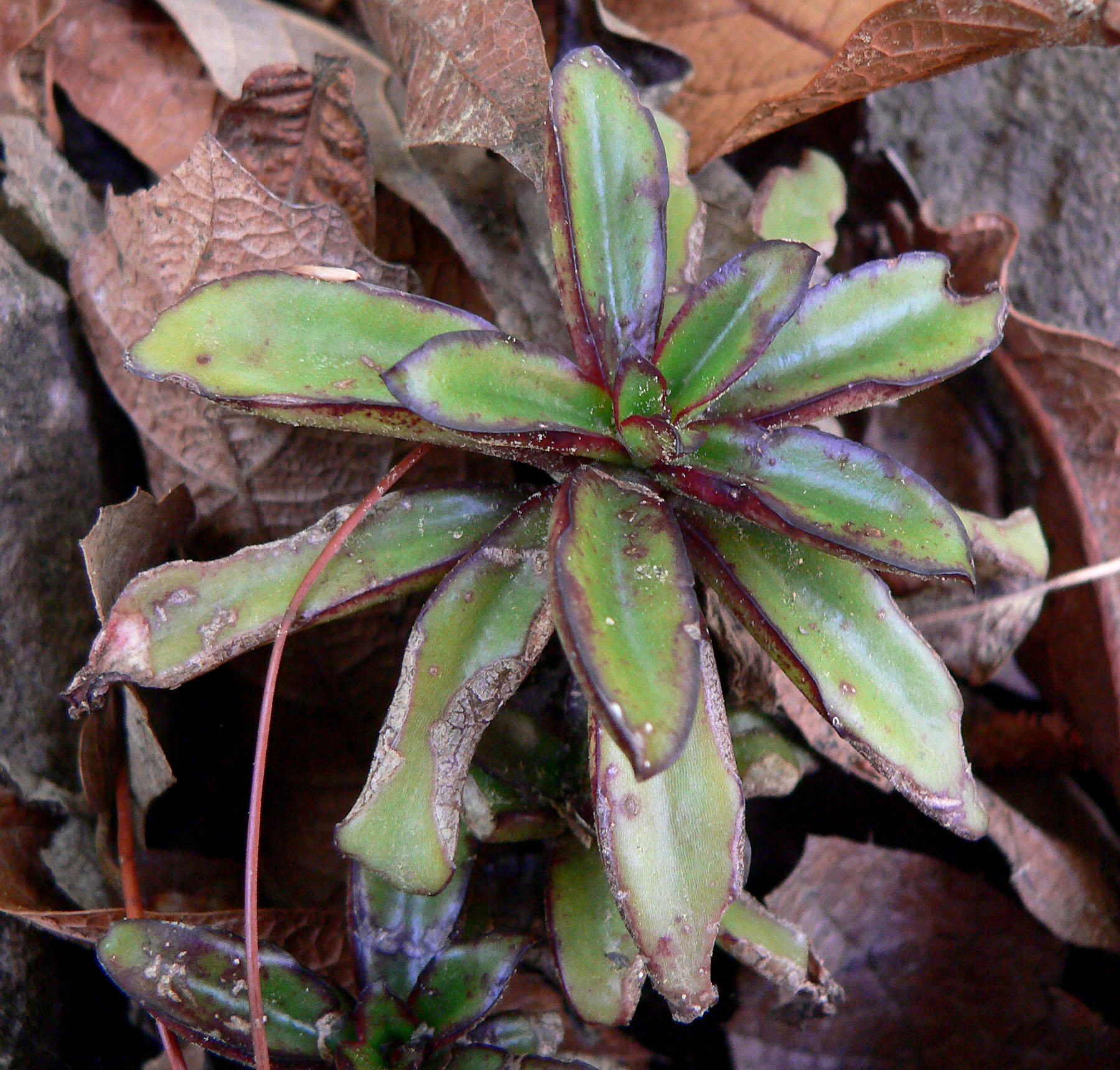
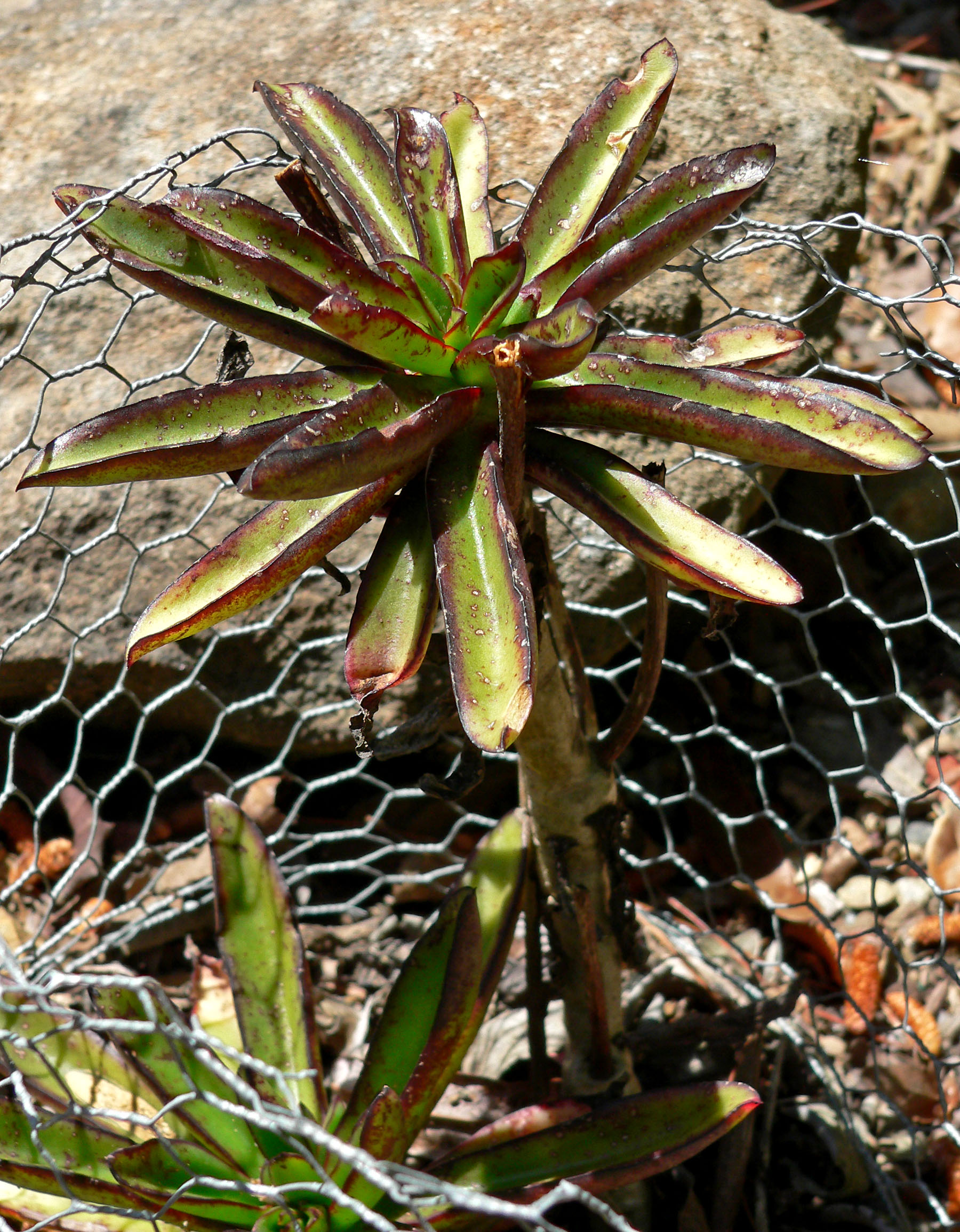